# Cardedeu
Cardedeu település Spanyolországban, Barcelona tartományban. Lakosainak száma 19 064 fő (2024).

## Földrajza
Cardedeu Cànoves i Samalús, Llinars del Vallès, Sant Antoni de Vilamajor, La Roca del Vallès és Les Franqueses del Vallès községekkel határos.

## Népesség
A település lakosságának változását az alábbi diagram mutatja:
| Lakosok száma | 765  | 1494 | 2504 | 3156 | 8017 | 14 514 | 16 596 | 17 698 | 18 357 | 19 064 |
|               | 1717 | 1887 | 1936 | 1960 | 1986 | 2004   | 2009   | 2014   | 2019   | 2024   |